# Ken Bell

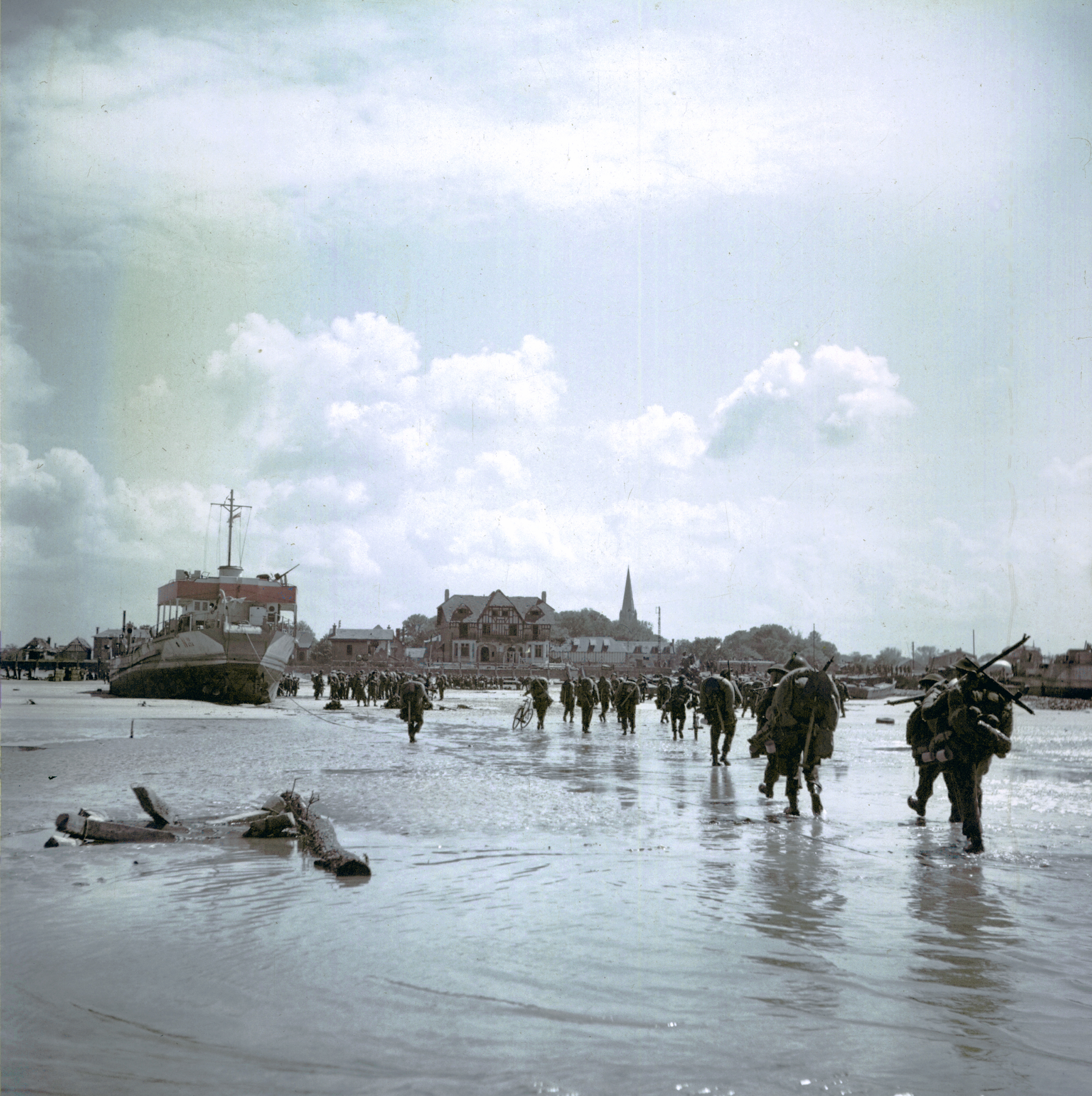
Ken Bell: Kanadští vojáci na Pláži Juno, Bitva o Normandii, 6. června 1944

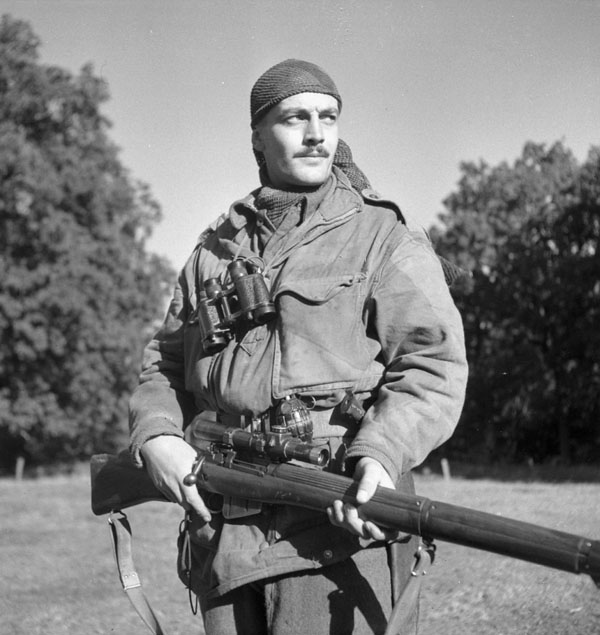
Ken Bell: Seržant H. A. Marshall z jednotky odstřelovačů, Calgary Highlanders, 6. října 1944

Ken Bell: Dvě ženy na procházce s německou dogou v High Parku v Torontu

Ken Bell (30. července 1914, Toronto, Ontario – 26. června 2000, Gibsons, Britská Kolumbie, Kanada) byl kanadský fotograf, který sloužil u kanadských ozbrojených sil za druhé světové války. Jako poručík v armádní jednotce pro film a fotografii se podílel na přistání v Normandii, byl při fotografování a natáčení osvobození Francie, Belgie a Holandska a nakonec dokumentoval okupaci Německa. Po válce byl úspěšným profesionálním fotografem, vydal řadu knih, včetně kolekce fotografií Not in Vain (Ne nadarmo) zobrazující změny, ke kterým došlo v Evropě od konce války.

## Mládí
Narodil se 30. července 1914 v ontarijském Torontu jako nejstarší z pěti dětí Charlese Bella (1881 – cca 1958) a Edith Bellové, což byli oba imigranti z anglického Yorkshire. Žili na Dufferin Street čp. 1211 v Torontu.

## Druhá světová válka
Na začátku války byl vyslán do Ottawy jako PR fotograf. Později dokumentoval kanadskou účast v druhé světové válce jako nadporučík v kanadské armádní filmové a fotografické jednotce (Canadian Army Film and Photo Unit, CFPU).
Stejně jako jeho známější současník Robert Capa, se podílel na vylodění v Normandii na pláži Juno 6. června 1944. Mnoho jeho fotografií bylo pořízeno na barevný film – poprvé v kanadské armádě – na veřejnost se však dostaly až po dvaceti letech. Jedná se o jediné dochované barevné fotografie vylodění v Normandii.
Členové CFPU byly často ve frontové linii, někdy i před ní. Například při osvobozování Dieppe v roce 1944, v době kdy Manitoba Dragoons očekávali rozkazy, členové CFPU včetně Kena Bella a Briana O'Regana byli prvními spojeneckými vojáky, kteří vstoupili do města.
Bellovy válečné fotografie, které pořizoval fotoaparátem Rolleiflex, jsou uloženy ve sbírkách Kanadské knihovny a archivu v Otavě. Mnoho z původních negativů jeho fotografií jsou v držení kanadských sil Canadian Forces Photo Unit a archivech města Toronta.

## Poválečná kariéra
Po válce se Bell stal úspěšným profesionálním fotografem, vydal několik sbírek fotografií pořízených během války a po válce.
V roce 1953 vydal sbírku fotografií Curtain Call, ve které se „snažil ukázat změny způsobené člověkem a přírodou 5 let ode dne vítězství“. To bylo následováno v roce 1973 knížkou Not in Vain (Ne nadarmo), kterou vydala University of Toronto Press, sbírkou fotografií pořízených částečně během války, a částečně o 25 let později, když se vrátil do stejných míst ve Francii, Belgie a Holandska.
Během 70. let pracoval jako fotograf na volné noze se zaměřením na módu, jídlo a reklamní průmysl. Dlouho profesionálně spolupracoval s Kanadským národním baletem.
V roce 1990 spolupracoval s historikem Desmondem Mortonem na publikaci knihy zabývající se detailní historií Královského kanadského vojenského institutu.

## Rodina
Byl dvakrát ženatý. Jeho první manželství bylo s Molly, se kterou adoptovali dvě dcery, Sue a Karen. Po její smrti se oženil se zdravotní sestrou Mary Lee.
Jeho synovec Richard Williams je známý kanadský animátor.
Zemřel 26. června 2000 v Gibsons, Britská Kolumbie, Kanada.

## Ocenění
Dvakrát získal ocenění Fotograf roku od společnosti Kanadských profesionálních fotografů v roce 1965 a 1966. V roce 1986 obdržel Cenu za celoživotní dílo od asociace Canadian Association of Photographers and Illustrators.

## Publikovaná díla
- Curtain Call, Intaglio Gravure Limited 1953
- Not in Vain, University of Toronto Press, 1973, ASIN: B001PQT32Y
- 100 years: The Royal Canadian Regiment, 1883–1983, Collier Macmillan Canada, 1983 ASIN: B000KFWQ16
- The Way We Were, University of Toronto Press, 1988[13]
- Royal Canadian Military Institute: 100 Years 1890–1990, Morton and Bell, 1990.

## Galerie

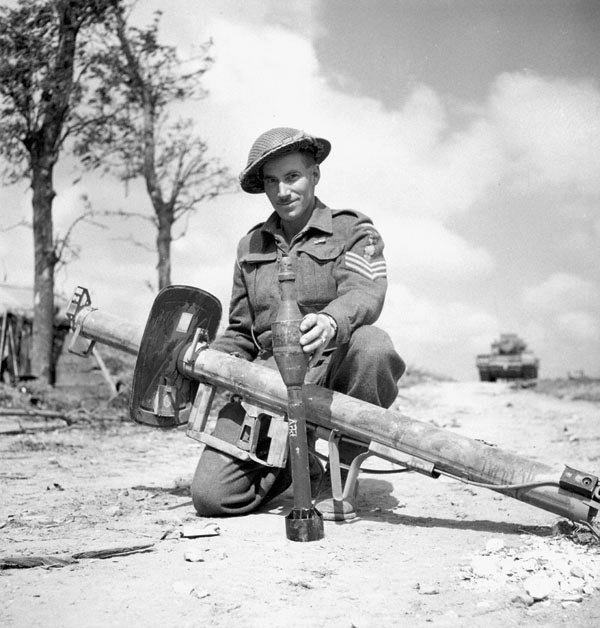
Ruční raketová protitanková zbraň panzerschrek
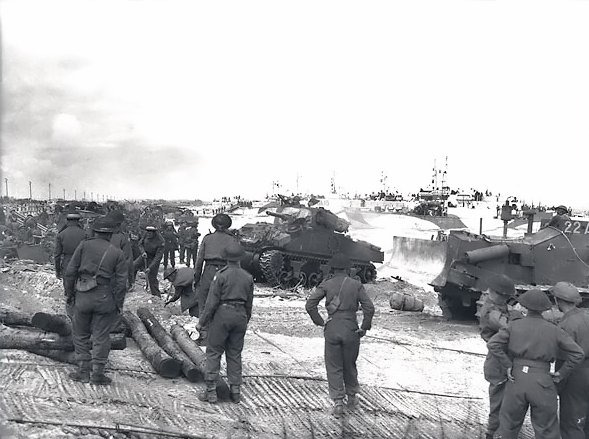
Přeplněné pláže u Courseulles-sur-Mer
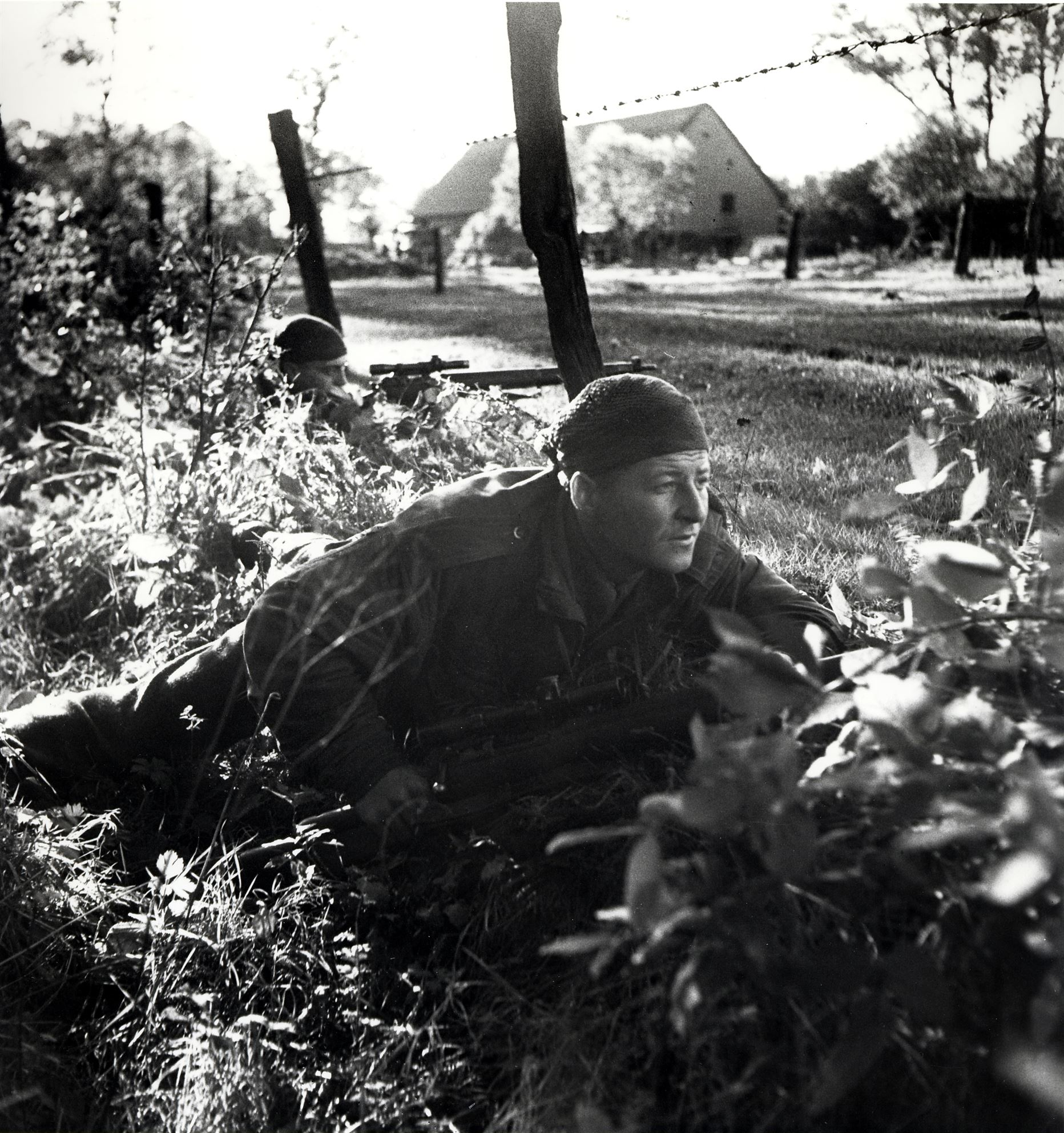
Horalé
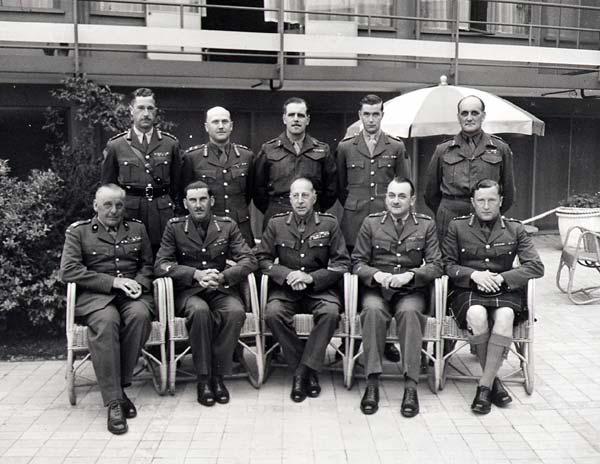
Generálové První kanadské armády
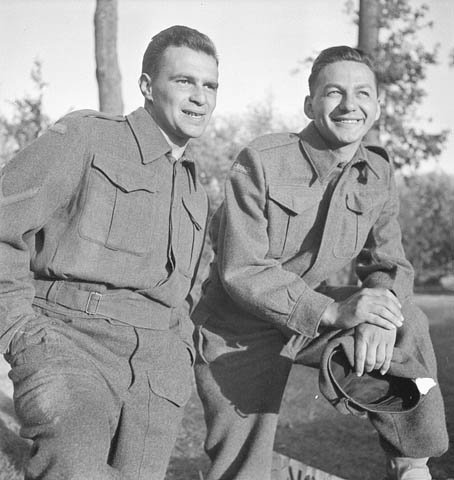
Wayne a Shuster
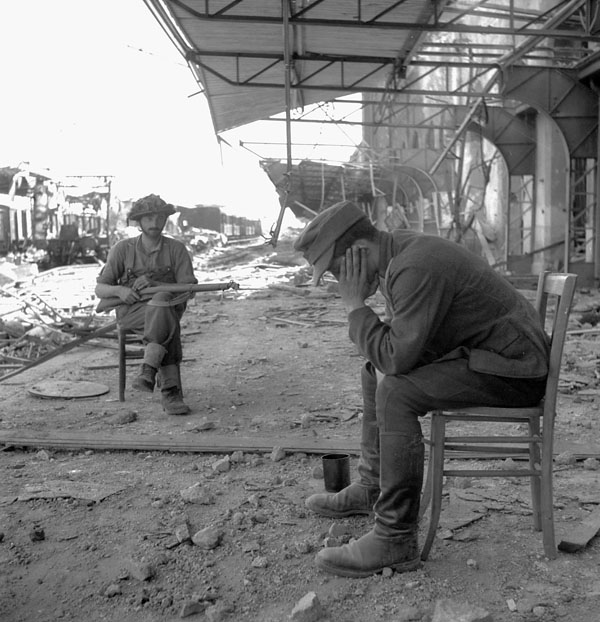
Kanadský voják hlídá německého zajatého velitele
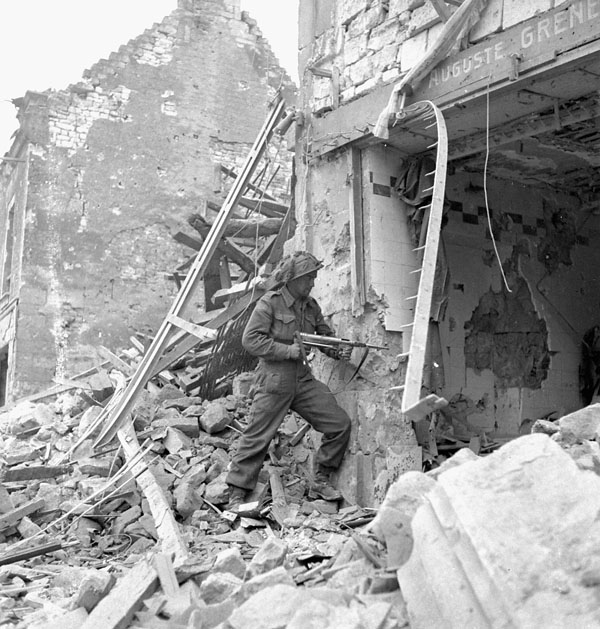
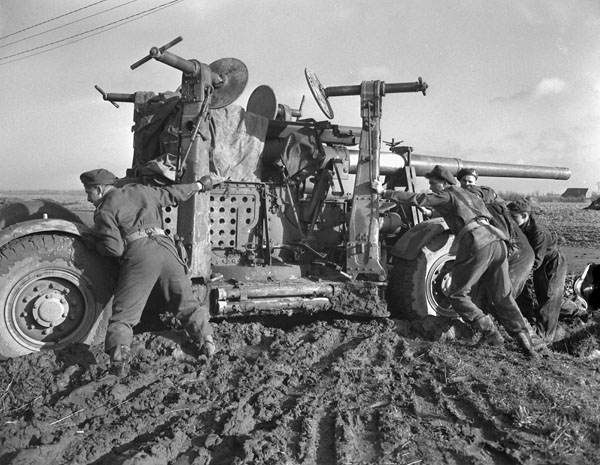
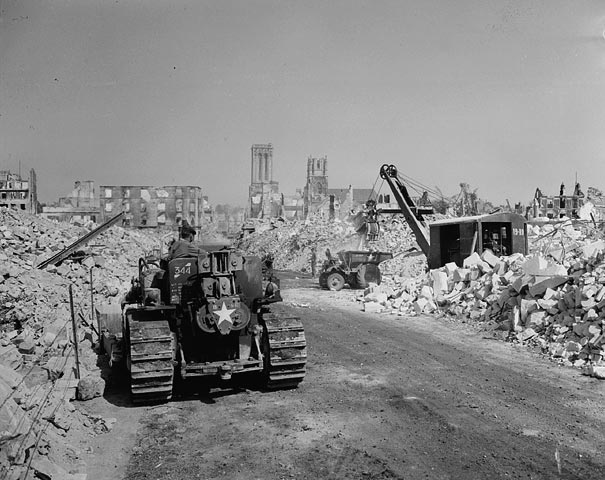